# Lucien de Muynck
Lucien de Muynck (Bélgica, 1 de agosto de 1931) fue un atleta belga especializado en la prueba de 800 m, en la que consiguió ser subcampeón europeo en 1954.

## Carrera deportiva
En el Campeonato Europeo de Atletismo de 1954 ganó la medalla de plata en los 800 metros, llegando a meta en un tiempo de 1:47.3 segundos, tras el húngaro Lajos Szentgáli (oro con 1:47.1 segundos que fue récord de los campeonatos) y por delante del noruego Audun Boysen (bronce con 1:47.4 segundos).